# Dark Skies - Oscure presenze
Dark Skies - Oscure presenze è una serie televisiva fantascientifica statunitense trasmessa dal 1996 al 1997.

## Trama
il protagonista è John Loengard il quale, insieme a Kimberly Sayers, si è trasferito a Washington per lavoro. John lavora per un senatore, mentre Kimberly per la first lady Jacqueline Kennedy. Durante un'intervista alla famiglia Hill (vittima di un celebre rapimento), John, da scettico convinto (e incaricato dal senatore di raccogliere informazioni per cancellare il progetto Blue Book), si ricrede e perciò viene contattato dal capitano Frank Bach, capo del Majestic 12, un organismo segreto incaricato della lotta agli alieni, e finisce per essere reclutato dai militari. E di lì a poco, Loengard entrerà nel suo personale percorso di formazione, trovandosi faccia a faccia con i pericolosi Hive, prima, scoprendo che questi hanno rapito la moglie e infine assistendo alla morte del Presidente Kennedy che si ipotizza sia stato ucciso dagli alieni.

## Episodi
| Stagione       | Episodi | Prima TV originale | Prima TV Italia |
| -------------- | ------- | ------------------ | --------------- |
| Prima stagione | 20      | 1996-1997          | 1997            |

## Distribuzione
L'episodio pilota, Majestic 12, venne diretto da Tobe Hooper  e scritto da Bryce Zabel e Brent V. Friedman  e trasmesso negli USA sul network NBC il 21 settembre 1996. Venne anticipato da uno spot durante le finali NBA. Era inserito nella programmazione del sabato sera alle otto di sera e precedeva due altri titoli di rilievo: Profiler e Jarod il camaleonte. Dopo poche puntate la programmazione divenne altalenante e discontinua.
In Gran Bretagna la serie venne programmata il lunedì alle 22.00, arrivando talvolta a superare negli ascolti prodotti affermati come E.R. - Medici in prima linea.
In Italia la programmazione di Dark Skies è stata molto travagliata: dopo la prima apparizione, avvenuta su Rai 2 venerdì 14 novembre 1997 alle ore 20:50 con uno share del 9,4%, la serie venne ricollocata alla domenica successiva alle ore 14:30 e, dopo una sola puntata, soppressa; venne ripresentata a giugno 1998, la domenica in seconda serata. Tuttavia considerato un leggero rialzo negli ascolti, verso il 18 settembre  venne nuovamente spostata, il giovedì sempre in seconda serata (ma quando il programma precedente sforava, la serie veniva soppressa. Nonostante questa programmazione irregolare fece registrare ottimi ascolti: l'episodio più seguito fu Complotti (trasmesso a fine agosto con il 14,10% di audience); mentre il meno seguito fu Morte per la libertà, andato in onda solo una settimana più tardi durante l'elezione di Miss Italia, con il 4,5%.
La serie è andata in onda nel settembre 2007 sul network italiano Odeon TV.

## Home video
Di Dark Skies risultano esistenti due videocassette in italiano; la prima contiene l'episodio pilota Majestic 12, e la seconda è costituita dall'unione di Regressione ipnotica e Messaggi subliminali.
Nel 2011 è uscito negli USA un cofanetto di 6 DVD.